# Mostyszcze (obwód kijowski)
Mostyszcze (ukr. Мостище) – wieś na Ukrainie, w obwodzie kijowskim, w rejonie fastowskim, w hromadzie Byszów. W 2001 liczyła 520 mieszkańców, spośród których 503 wskazało jako ojczysty język ukraiński, a 17 rosyjski.

## Urodzeni
- Antoni Jaksa-Marcinkowski